# Kommunikation im Medizinwesen
Kommunikation im Medizinwesen (KIM) ist ein Kommunikationsstandard der deutschen staatlichen gematik mit dem Ziel, darüber in Deutschland die gesamte elektronische Kommunikation im Gesundheitswesen abzuwickeln. Für Arztpraxen und andere Teilnehmer im Gesundheitswesen wie Apotheken ist es damit möglich, medizinische Dokumente elektronisch und sicher über die Telematikinfrastruktur (TI) zu versenden und zu empfangen. Der Dienst hieß zuvor Kommunikation Leistungserbringer (KOM-LE) und wurde nach der Erweiterung des Nutzerkreises auf Kommunikation im Medizinwesen (KIM) geändert.
Über KIM ausgetauschte Daten können nur von demjenigen eingesehen werden, für den sie bestimmt sind, und nicht unbemerkt gefälscht oder manipuliert werden. Als Vorteile der KIM werden eine sektoren- sowie berufsübergreifende Vernetzung mit einer Erreichbarkeit auf der Basis der TI, eine Verringerung des Arbeits- und damit des Zeitaufwandes der Beteiligten sowie eine Steigerung von Rechtssicherheit und Datenschutz angegeben.

## Übersicht
Aktuell erfolgt der Informationsaustausch zwischen und mit Arztpraxen vorwiegend per Telefax. Dies gilt aber als nicht mehr datenschutzkonform.
Während KIM zunächst nur für Leistungserbringer, also Praxen von Ärzten und Zahnärzten verfügbar war, wurden anschließend auch Krankenhäuser, Apotheken, Kassenärztliche Vereinigungen (KV), Krankenkassen und andere Einrichtungen für KIM zugelassen.
Für die Nutzung von KIM kann jedes Primärsystem mit einer E-Mail-Funktion verwendet werden. Zudem kann KIM auch direkt in die Praxisverwaltungssoftware oder in die Apothekensoftware integriert werden, um die vorhandenen Workflows im System zu unterstützen.
KIM ist eine Anwendung der Telematikinfrastruktur und löst den bisherigen Standard KV-Connect ab. KIM funktioniert aus Anwendersicht ähnlich wie ein E-Mail-Programm, jedoch mit integrierter Ende-zu-Ende-Verschlüsselung und ist im Gegensatz zur E-Mail damit ein Standard, der einen inhärent sicheren Datentransfer ermöglicht.
Die Übermittlung von elektronischen Arztbriefen steht als erste Mehrwertanwendung des neuen Kommunikationsstandards zur Verfügung. Zusätzlich wird künftig in einem für Fremde geschlossenen System der Versand von elektronischen Arbeitsunfähigkeitsbescheinigungen (eAU), von weiteren Formularen und Befunden, von Bescheiden, von Quartals-Abrechnungen und von Röntgenbildern verpflichtend über die KIM erfolgen müssen.
Schlüsselanwendungen der KIM sind vorerst:
- der eArztbrief
- die elektronische Arbeitsunfähigkeitsbescheinigung (eAU)

## Voraussetzungen
Zwingende Voraussetzungen für die Teilnahme an KIM sind ein Anschluss an die TI sowie eine oder mehrere KIM-Adressen einschließlich der Software-Komponenten zur Umsetzung der von der gematik-spezifizierten Fachanwendung und ein Schlüsselpaar aus der gematik-eigenen Public-Key-Infrastruktur. Dieses Schlüsselpaar ist entweder als Hardware auf so genannten Institutionskarten (SMC-B) oder Heilberufsausweisen (eHBA) oder digital in Hardware-Sicherheitsmodulen sicher gespeichert. KIM-Adressen können nur bei von der gematik zugelassenen Anbietern erworben werden.
Als Software ist ein dezentrales Modul (Client-Modul) notwendig, das für die Ver- und Entschlüsselung der Nachrichten verantwortlich ist. Dieses verwendet dazu eine von der gematik spezifizierte sichere Hardware, die als Konnektor bezeichnet wird. Dieses Client-Modul stellt eine Schnittstelle für herkömmliche E-Mail-Programme per POP3S und SMTPS zur Verfügung.